# Bull Hollow
Bull Hollow és una concentració de població designada pel cens dels Estats Units a l'estat d'Oklahoma. Segons el cens del 2000 tenia 84 habitants.

## Demografia
Segons el cens del 2000, Bull Hollow tenia 84 habitants, 31 habitatges, i 20 famílies. La densitat de població era de 6,1 habitants per km².
Dels 31 habitatges en un 32,3% hi vivien nens de menys de 18 anys, en un 48,4% hi vivien parelles casades, en un 12,9% dones solteres, i en un 32,3% no eren unitats familiars. En el 29% dels habitatges hi vivien persones soles el 22,6% de les quals corresponia a persones de 65 anys o més que vivien soles. El nombre mitjà de persones vivint en cada habitatge era de 2,71 i el nombre mitjà de persones que vivien en cada família era de 3,43.
Per edats la població es repartia de la següent manera: un 25% tenia menys de 18 anys, un 10,7% entre 18 i 24, un 31% entre 25 i 44, un 20,2% de 45 a 60 i un 13,1% 65 anys o més.
L'edat mediana era de 38 anys. Per cada 100 dones de 18 o més anys hi havia 103,2 homes.
La renda mediana per habitatge era d'11.875 $ i la renda mediana per família de 13.194 $. Els homes tenien una renda mediana de 51.250 $ mentre que les dones 13.750 $. La renda per capita de la població era de 6.736 $. Entorn del 60% de les famílies i el 58,4% de la població estaven per davall del llindar de pobresa.

## Poblacions més properes
El següent diagrama mostra les poblacions més properes.